# Diastatops maxima
Diastatops maxima is een libellensoort uit de familie van de korenbouten (Libellulidae), onderorde echte libellen (Anisoptera).
De wetenschappelijke naam Diastatops maxima is voor het eerst geldig gepubliceerd in 1940 door Montgomery.